# داي (لقب)
الدَاي (بالتركية: Dayı)‏ هي رتبة عسكرية كانت تطلق على حاكم الإيالة التابعة الإمبراطورية العثمانيين.
ثم صار أيضاً أحد مراتب السلطة في الدولة العثمانية منذ عام 1671 م، خاصة في تونس (إلى عام 1705) والجزائر (إلى عام 1830) وطرابلس الغرب (إلى عام 1711).